# 松山宿 (武蔵国)
松山宿（まつやまじゅく）は、日光脇往還の宿場。現在の埼玉県東松山市本町にあたる。

## 概要
1576年（天正4年）ごろ松山本宿から本町通りに宿場を移転、五・十の市が始まる。

## 隣の宿
日光脇往還
高坂宿 - 松山宿 - 吹上宿

## 関連文献
- 「松山町」『新編武蔵風土記稿』 巻ノ195比企郡ノ10、内務省地理局、1884年6月。NDLJP:764006/101。